# Boughton Malherbe
Boughton Malherbe – wieś w Anglii, w hrabstwie Kent, w dystrykcie Maidstone. Leży 14 km na południowy wschód od miasta Maidstone i 66 km na południowy wschód od centrum Londynu.